# アドマイヤラクティ
アドマイヤラクティは日本中央競馬会（JRA）の競走馬である。主な勝ち鞍は2013年のダイヤモンドステークス、2014年のコーフィールドカップ。

## 経歴

### 2〜3歳
2009年のセレクトセールで3200万で落札されたアドマイヤラクティは、2010年11月の京都の新馬戦でデビュー。デビュー戦は2着だったが、2戦目で初勝利を挙げた。
年が明けて3歳になったアドマイヤラクティは500万下条件を1戦した後、皐月賞出走を狙って、皐月賞トライアルの若葉ステークスに出走した。しかし、5着に敗れて皐月賞の優先出走権を獲得することができず、その後休養に入ったため、春のクラシックには出走できなかった。5か月の休養後、復帰戦の500万下条件戦は勝ち上がったものの、北野特別2着、ドンカスターカップ3着、境港特別3着と1000万下条件戦で勝ち切れないレースが続いた。

### 4歳
2012年、古馬になったアドマイヤラクティは3月の中山で1000万下の館山特別、準オープンの湾岸ステークスと連勝した。連勝後に1戦してから4か月間休養したアドマイヤラクティは10月に復帰、京都で行われた準オープンの古都ステークスを快勝し、遂にオープン入りした。
オープン馬になったアドマイヤラクティはオープン特別のアンドロメダステークス3着を経て、金鯱賞に出走。重賞初挑戦だったが、僅差の3着と善戦した。

### 5歳
2013年、アドマイヤラクティの初戦はアメリカジョッキークラブカップ。このレースでは3着に終わったが、続くダイヤモンドステークスで見事1番人気に応えて快勝、重賞を初制覇した。
重賞初制覇したアドマイヤラクティは天皇賞（春）に出走、4着と健闘した。ところが1番人気に推された目黒記念では10着と大敗を喫し、秋まで休養することになった。
秋は京都大賞典4着、アルゼンチン共和国杯2着を経てジャパンカップに出走、4着と健闘した。しかし、続く有馬記念は3番人気に推されたが11着と惨敗してしまった。

### 6歳
2014年、アドマイヤラクティの初戦は阪神大賞典。2着と好走し、余勢をかって天皇賞（春）に出走したが、13着に敗れてしまった。その後、陣営は秋に豪州遠征を敢行することを発表。8月下旬に休養から栗東トレセンに戻ってきたアドマイヤラクティは9月19日に成田空港から豪州へ向けて出発した。

#### 豪州遠征と非業の死

##### コーフィールドカップ
10月18日、豪州遠征の初戦となったコーフィールドカップでは、58kgとトップハンデを背負って出走した。レースでは向正面で中団までポジションを押し上げ、3コーナー過ぎから徐々に進出を開始。4コーナーで大外を回ると、直線では外から一気に追い込み快勝した。これがアドマイヤラクティおよび管理調教師の梅田にとってGI初制覇となった。

##### メルボルンカップ
11月4日、アドマイヤラクティはGI連覇を狙うべく、メルボルンカップに出走した。前走のコーフィールドカップの勝利が評価されて、1番人気に支持されたが、斤量は58.5kgと前走同様トップハンデを背負わされた。レースでは第3コーナーまで2番手をキープしていたが、第4コーナーでずるずる後退し、最下位の22着に敗れた。
レース後、滞在厩舎に戻ったアドマイヤラクティは体調に異変が生じて馬房内で倒れ、死亡した。当初、アドマイヤラクティの死因は不明とされていたが、メルボルン大学付属動物病院の獣医ブライアン・スチュワート博士が検死した結果、死因は心臓麻痺だったことが明らかになった。
詳細な病理解剖が行われた後、アドマイヤラクティはオーナーの近藤利一の意向により火葬され、遺灰は豪州の功労馬繋養施設であるリビングレジェンズ内にある霊園に埋葬された。
なお、海外のレースで客死した日本馬は1997年のドバイワールドカップでレース中に転倒して骨折し安楽死処分となったホクトベガに次いで、アドマイヤラクティが2頭目になる。

## 競走成績
| 競走日     | 競馬場         | 競走名               | 格       | 距離（馬場）  | 頭 数 | 枠 番 | 馬 番 | オッズ （人気） | 着順 | タイム （上り3F） | 着差 | 騎手             | 斤量   | 1着馬（2着馬）         |
| ---------- | -------------- | -------------------- | -------- | ------------- | ----- | ----- | ----- | --------------- | ---- | ----------------- | ---- | ---------------- | ------ | ---------------------- |
| 2010.11.14 | 京都           | 2歳新馬              |          | 芝2000m（良） | 9     | 3     | 3     | 03.4（03人）    | 02着 | 2:04.6（34.9）    | -0.1 | 藤岡康太         | 55kg   | プルスウルトラ         |
| 0000.12.11 | 阪神           | 2歳未勝利            |          | 芝1800m（良） | 13    | 6     | 9     | 02.2（01人）    | 01着 | 1:48.1（34.3）    | -0.2 | 岩田康誠         | 55kg   | （スーサングレート）   |
| 2011.01.08 | 京都           | 福寿草特別           | 500万下  | 芝2000m（良） | 14    | 7     | 11    | 05.7（02人）    | 06着 | 2:01.5（34.6）    | -0.7 | 岩田康誠         | 56kg   | コスモヘイガー         |
| 0000.03.20 | 阪神           | 若葉S                |          | 芝2000m（良） | 16    | 3     | 5     | 34.3（10人）    | 05着 | 1:59.9（35.1）    | -0.8 | 藤岡佑介         | 56kg   | ダノンミル             |
| 0000.04.02 | 阪神           | 3歳500万下           |          | 芝2400m（良） | 18    | 3     | 5     | 08.1（06人）    | 10着 | 2:27.0（36.4）    | -1.6 | 藤岡佑介         | 56kg   | カーマイン             |
| 0000.09.24 | 阪神           | 3歳上500万下         |          | 芝2000m（良） | 14    | 6     | 9     | 06.9（03人）    | 01着 | 2:01.3（34.8）    | -0.0 | 岩田康誠         | 54kg   | （レッドシェリフ）     |
| 0000.10.22 | 京都           | 北野特別             | 1000万下 | 芝2000m（良） | 7     | 5     | 5     | 04.3（02人）    | 02着 | 1:58.4（34.1）    | -0.0 | 藤岡佑介         | 55kg   | ダノンスパシーバ       |
| 0000.11.13 | 京都           | ドンカスターC        | 1000万下 | 芝2000m（良） | 10    | 3     | 3     | 03.5（02人）    | 03着 | 1:59.6（34.7）    | -0.6 | 川田将雅         | 55kg   | ダコール               |
| 0000.12.10 | 阪神           | 境港特別             | 1000万下 | 芝2200m（良） | 7     | 3     | 3     | 02.1（01人）    | 03着 | 2:16.4（34.1）    | -0.5 | I.メンディザバル | 55kg   | オールザットジャズ     |
| 2012.02.25 | 阪神           | 千里山特別           | 1000万下 | 芝2000m（良） | 13    | 5     | 6     | 05.5（02人）    | 02着 | 2:02.9（36.8）    | -0.0 | 岩田康誠         | 56kg   | ジェントルマン         |
| 0000.03.10 | 中山           | 館山特別             | 1000万下 | 芝2000m（不） | 9     | 6     | 6     | 02.0（01人）    | 01着 | 2:08.9（37.0）    | -0.2 | 岩田康誠         | 57kg   | （サトノエンペラー）   |
| 0000.04.07 | 中山           | 湾岸S                | 1600万下 | 芝2200m（良） | 12    | 5     | 6     | 03.0（01人）    | 01着 | 2:13.8（34.0）    | -0.0 | 内田博幸         | 57kg   | （サトノエンペラー）   |
| 0000.06.10 | 阪神           | 垂水S                | 1600万下 | 芝2000m（良） | 11    | 4     | 4     | 06.1（03人）    | 02着 | 2:01.2（36.0）    | -0.2 | 岩田康誠         | 57kg   | ロードオブザリング     |
| 0000.10.20 | 京都           | 古都S                | 1600万下 | 芝2400m（良） | 10    | 5     | 5     | 02.4（01人）    | 01着 | 2:24.9（34.2）    | -0.0 | M.デムーロ       | 58kg   | （ヴィクトリースター） |
| 0000.11.11 | 京都           | アンドロメダS        | OP       | 芝2000m（重） | 14    | 7     | 11    | 02.7（02人）    | 03着 | 2:02.1（34.7）    | -0.4 | M.デムーロ       | 56kg   | ダノンバラード         |
| 0000.12.01 | 中京           | 金鯱賞               | GII      | 芝2000m（良） | 12    | 5     | 5     | 06.4（04人）    | 03着 | 2:00.6（34.7）    | -0.2 | M.デムーロ       | 56kg   | オーシャンブルー       |
| 2013.01.20 | 中山           | AJCC                 | GII      | 芝2200m（良） | 12    | 4     | 4     | 03.6（02人）    | 03着 | 2:13.6（36.4）    | -0.5 | 内田博幸         | 56kg   | ダノンバラード         |
| 0000.02.16 | 東京           | ダイヤモンドS        | GIII     | 芝3400m（良） | 16    | 8     | 15    | 04.3（01人）    | 01着 | 3:31.9（35.6）    | -0.4 | 内田博幸         | 56kg   | （ジャガーメイル）     |
| 0000.04.28 | 京都           | 天皇賞（春）         | GI       | 芝3200m（良） | 18    | 4     | 7     | 21.7（04人）    | 04着 | 3:15.0（36.4）    | -0.8 | 岩田康誠         | 58kg   | フェノーメノ           |
| 0000.05.26 | 東京           | 目黒記念             | GII      | 芝2500m（良） | 18    | 4     | 8     | 03.8（01人）    | 10着 | 2:30.8（35.3）    | -1.2 | 岩田康誠         | 57.5kg | ムスカテール           |
| 0000.10.06 | 京都           | 京都大賞典           | GII      | 芝2400m（良） | 13    | 4     | 4     | 30.1（05人）    | 04着 | 2:23.2（34.5）    | -0.3 | 小牧太           | 56kg   | ヒットザターゲット     |
| 0000.11.03 | 東京           | アルゼンチン共和国杯 | GII      | 芝2500m（良） | 18    | 8     | 16    | 06.9（04人）    | 02着 | 2:31.1（34.8）    | -0.2 | I.メンディザバル | 57.5kg | アスカクリチャン       |
| 0000.11.24 | 東京           | ジャパンC            | GI       | 芝2400m（良） | 17    | 3     | 6     | 21.1（04人）    | 04着 | 2:26.2（34.1）    | -0.1 | C.ウィリアムズ   | 57kg   | ジェンティルドンナ     |
| 0000.12.22 | 中山           | 有馬記念             | GI       | 芝2500m（良） | 16    | 5     | 10    | 14.4（03人）    | 11着 | 2:35.3（39.4）    | -3.0 | C.ウィリアムズ   | 57kg   | オルフェーヴル         |
| 2014.03.23 | 阪神           | 阪神大賞典           | GII      | 芝3000m（良） | 9     | 8     | 8     | 15.6（05人）    | 02着 | 3:07.2（34.9）    | -0.6 | 四位洋文         | 56kg   | ゴールドシップ         |
| 0000.05.04 | 京都           | 天皇賞（春）         | GI       | 芝3200m（良） | 18    | 7     | 15    | 88.5（10人）    | 13着 | 3:16.2（34.9）    | -1.1 | 四位洋文         | 58kg   | フェノーメノ           |
| 0000.10.18 | コーフィールド | コーフィールドC      | GI       | 芝2400m（G3） | 18    | 7     | 1     |                 | 01着 | 2:32.12（35.2）   | -0.4 | Z.パートン       | 58kg   | （Rising Romance）     |
| 0000.11.04 | フレミントン   | メルボルンC          | GI       | 芝3200m（D4） | 22    | 7     | 1     |                 | 22着 |                   |      | Z.パートン       | 58.5kg | Protectionist          |

- 馬場状態：G3=Good3、D4=Dead4

## 血統表
| アドマイヤラクティの血統（サンデーサイレンス系 / Northern Dancer 5×4×5=12.50%） | アドマイヤラクティの血統（サンデーサイレンス系 / Northern Dancer 5×4×5=12.50%） | アドマイヤラクティの血統（サンデーサイレンス系 / Northern Dancer 5×4×5=12.50%） | （血統表の出典）   | （血統表の出典）  |
| 父 ハーツクライ 2001 鹿毛                                                       | 父の父*サンデーサイレンス Sunday Silence 1986 青鹿毛                            | Halo                                                                            | Hail to Reason     | Hail to Reason    |
| 父 ハーツクライ 2001 鹿毛                                                       | 父の父*サンデーサイレンス Sunday Silence 1986 青鹿毛                            | Halo                                                                            | Cosmah             |                   |
| 父 ハーツクライ 2001 鹿毛                                                       | 父の父*サンデーサイレンス Sunday Silence 1986 青鹿毛                            | Wishing Well                                                                    | Understanding      | Understanding     |
| 父 ハーツクライ 2001 鹿毛                                                       | 父の父*サンデーサイレンス Sunday Silence 1986 青鹿毛                            | Wishing Well                                                                    | Mountain Flower    |                   |
| 父 ハーツクライ 2001 鹿毛                                                       | 父の母アイリッシュダンス 1990 鹿毛                                              | *トニービン Tony Bin                                                            | *カンパラ Kampala  | *カンパラ Kampala |
| 父 ハーツクライ 2001 鹿毛                                                       | 父の母アイリッシュダンス 1990 鹿毛                                              | *トニービン Tony Bin                                                            | Severn Bridge      |                   |
| 父 ハーツクライ 2001 鹿毛                                                       | 父の母アイリッシュダンス 1990 鹿毛                                              | *ビューパーダンス Buper Dance                                                   | Lyphard            | Lyphard           |
| 父 ハーツクライ 2001 鹿毛                                                       | 父の母アイリッシュダンス 1990 鹿毛                                              | *ビューパーダンス Buper Dance                                                   | My Bupers          |                   |
| 母 アドマイヤテレサ 2000 栗毛                                                   | 母の父*エリシオ Helissio 1993 鹿毛                                              | Fairy King                                                                      | Northern Dancer    | Northern Dancer   |
| 母 アドマイヤテレサ 2000 栗毛                                                   | 母の父*エリシオ Helissio 1993 鹿毛                                              | Fairy King                                                                      | Fairy Bridge       |                   |
| 母 アドマイヤテレサ 2000 栗毛                                                   | 母の父*エリシオ Helissio 1993 鹿毛                                              | Helice                                                                          | Slewpy             | Slewpy            |
| 母 アドマイヤテレサ 2000 栗毛                                                   | 母の父*エリシオ Helissio 1993 鹿毛                                              | Helice                                                                          | Hirondelle         |                   |
| 母 アドマイヤテレサ 2000 栗毛                                                   | 母の母*ヒード Heed 1989 鹿毛                                                    | Caveat                                                                          | Cannonade          | Cannonade         |
| 母 アドマイヤテレサ 2000 栗毛                                                   | 母の母*ヒード Heed 1989 鹿毛                                                    | Caveat                                                                          | Cold Hearted       |                   |
| 母 アドマイヤテレサ 2000 栗毛                                                   | 母の母*ヒード Heed 1989 鹿毛                                                    | Swan                                                                            | Nijinsky           | Nijinsky          |
| 母 アドマイヤテレサ 2000 栗毛                                                   | 母の母*ヒード Heed 1989 鹿毛                                                    | Swan                                                                            | Her Demon F-No.8-f |                   |

- 半弟アドマイヤジャスタ（父ジャスタウェイ）は2020年函館記念勝ち馬。